# Isla de Benidorm

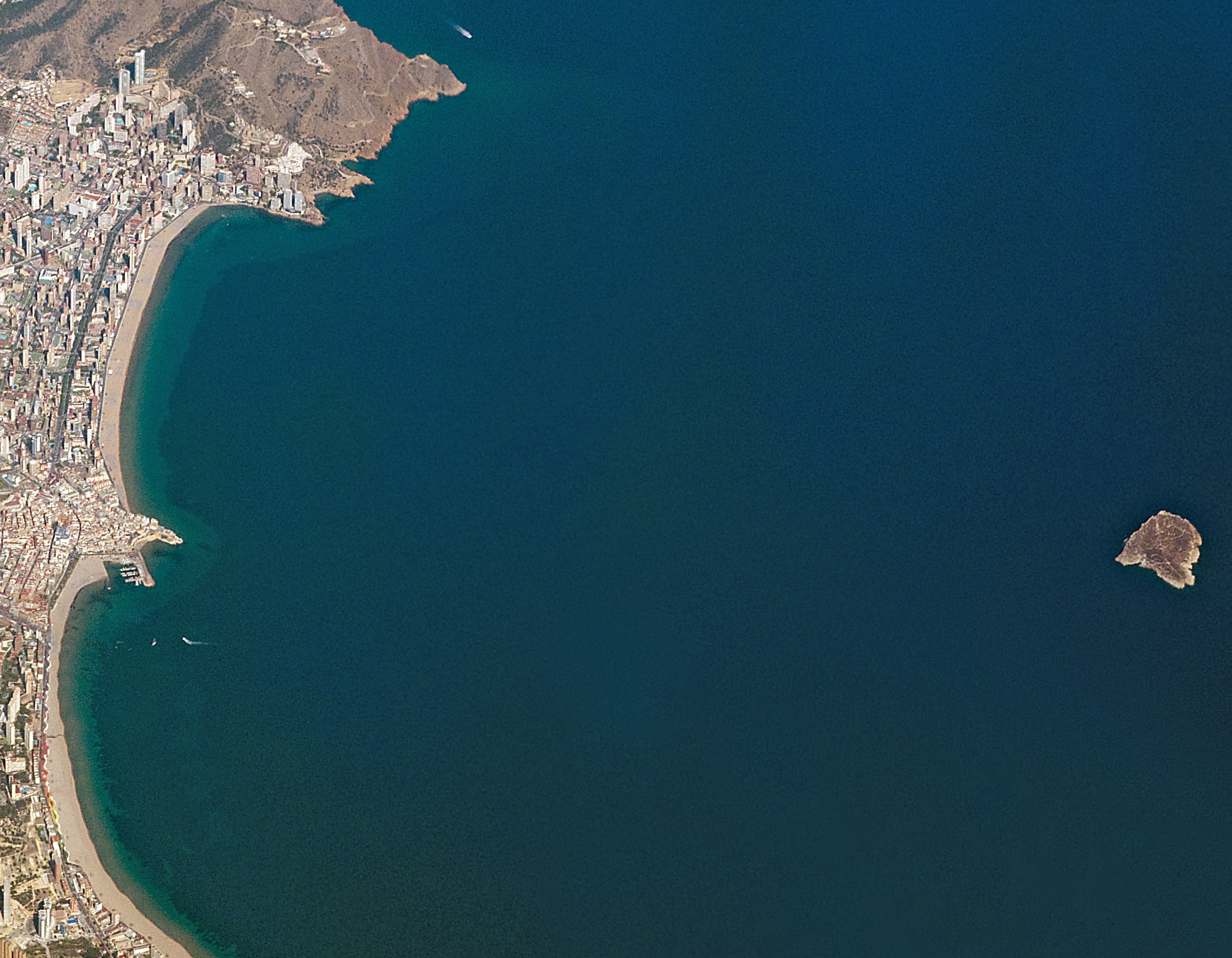
Links im Bild der Strand von Benidorm, am rechten Bildrand die Isla de Benidorm (Luftaufnahme)

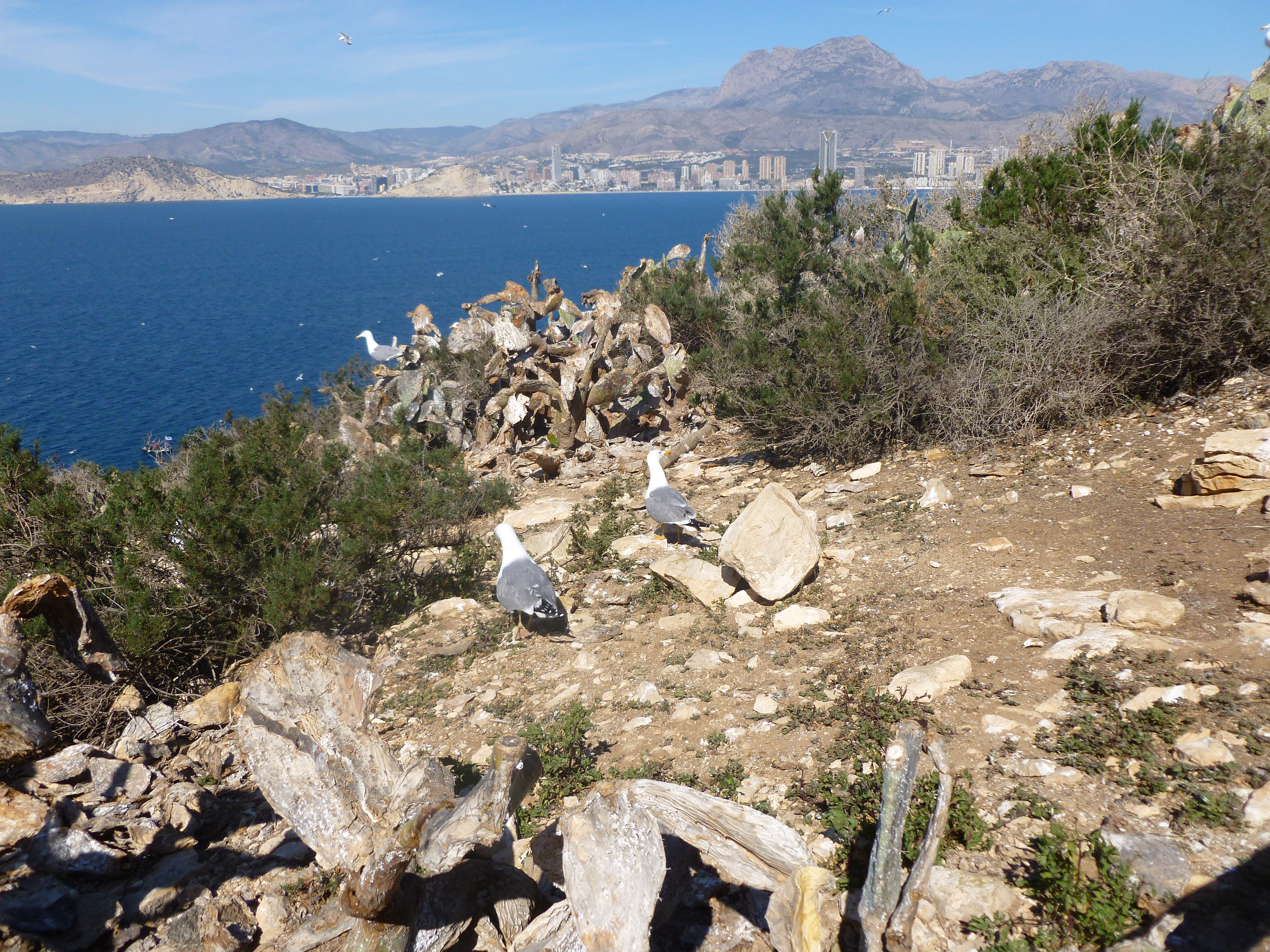
Blick von der Insel auf die Stadt Benidorm

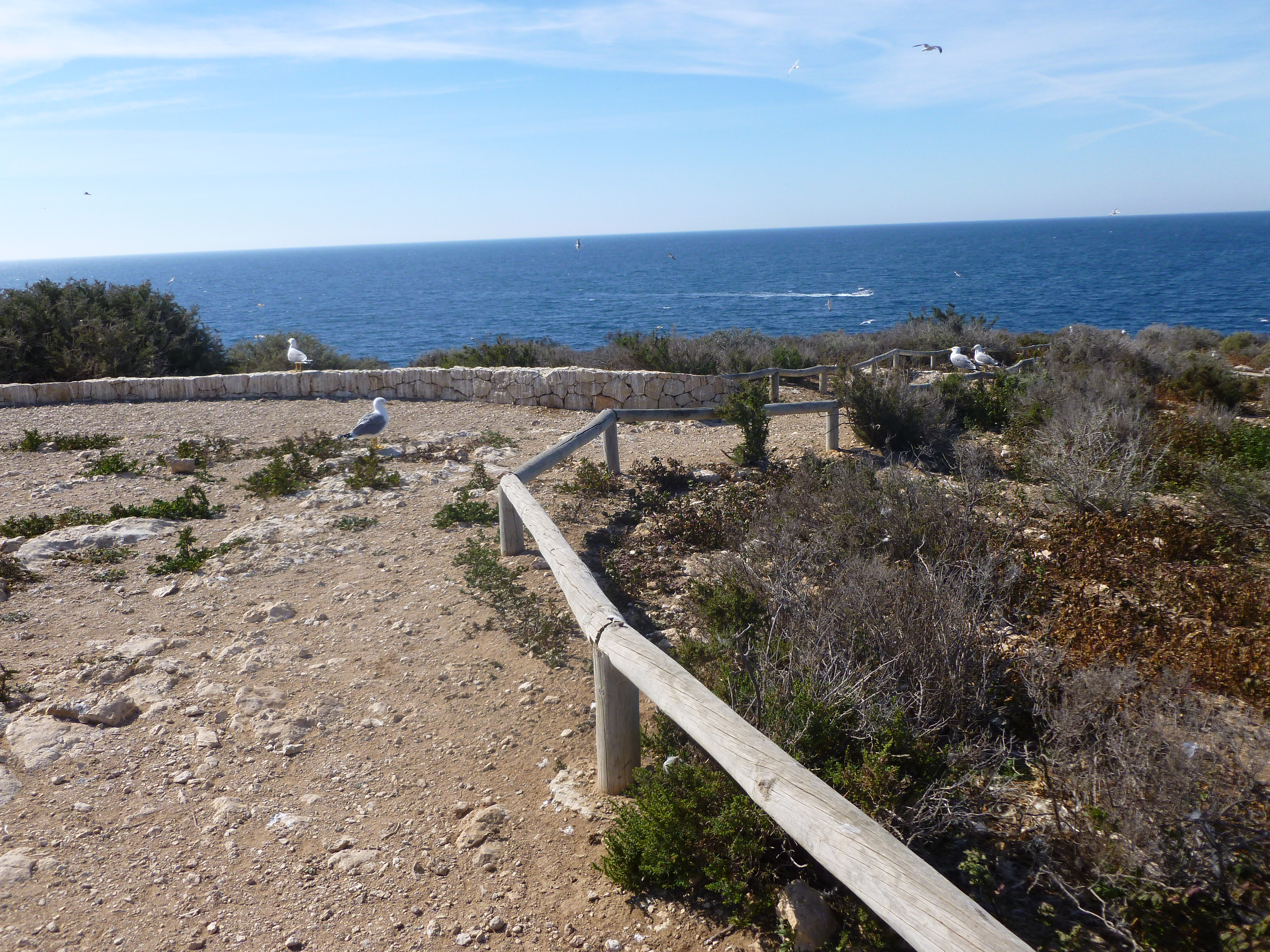
Aussichtsplattform auf der Insel

Die 6,75 Hektar große Isla de Benidorm (auch: Isla de los Periodistas) ist eine kleine Felseninsel, die drei Kilometer entfernt vom Levante-Strand der spanischen Stadt Benidorm an der Costa Blanca in der Provinz Alicante liegt. Sie ist 350 Meter lang, 260 Meter breit und erreicht eine maximale Höhe von 73 Metern über dem Meeresspiegel.
Als Teil des Naturparks Sierra Helada steht die Isla de Benidorm unter Naturschutz und gilt als eines der Wahrzeichen Benidorms.

## Geschichte
Im 16. Jahrhundert benutzten Piraten die Insel als Versteck vor ihren Angriffen auf Dörfer an der Costa Blanca, unter anderem Villajoyosa und Benidorm.
1834 diente die Insel als Zufluchtsort für Familien aus Villajoyosa und Benidorm, die hier Schutz vor einem Cholera-Ausbruch in diesen beiden Dörfern suchten.
Über die Insel sind im Laufe der Zeit zahlreiche Legenden entstanden.

## Fauna und Flora
Trotz ihrer geringen Größe besitzt die Insel einen hohen ökologischen Wert und ist geprägt von landschaftlicher Vielfalt. Der Felsboden dient als Versteck für Tinten- und Raubfische wie beispielsweise Muränen. Weitere Meeresbewohner sind unter anderem Bernsteinmakrelen und Zahnbrassen.
Zahlreiche Vogelarten, wie zum Beispiel die Sturmschwalbe, der Wanderfalke und die Samtkopf-Grasmücke sind hier beheimatet. In der reichhaltigen Vegetation gedeihen unter anderem Hibiskus, Olivenbäume und Bocksdorne.

## Infrastruktur
Die unbewohnte Insel ist ein bei Touristen beliebtes Ziel von Tagesausflügen zwecks Wandern, Schwimmen, Schnorcheln oder Tauchen. Am Ufer befindet sich ein Restaurant. Mehrere Unternehmen bieten 15-minütige Bootsfahrten zur Insel an.